# (466260) 2013 JJ48
(466260) 2013 JJ48 es un asteroide perteneciente al cinturón de asteroides, descubierto el 4 de noviembre de 2007 por el equipo Spacewatch desde el Observatorio Nacional de Kitt Peak (Arizona, Estados Unidos).